# 常滑市立図書館
常滑市立図書館（とこなめしりつとしょかん）は、愛知県常滑市の公共図書館の総称。常滑市立図書館青海本館、常滑市立図書館南陵分館、常滑市立図書館こども図書室の3施設からなる。
2021年（令和3年）9月30日までは、新開町にある常滑市立図書館本館、大塚町にある常滑市立図書館青海分館、苅屋にある常滑市立図書館南陵分館の3施設からなっていた。同年10月1日から長期休館し、2022年（令和4年）1月18日には青海分館から改称した青海本館、南陵分館、新設されたこども図書室の3施設で開館を再開した。常滑市立図書館本館の閉館にともない、常滑市から図書館法が定める公共図書館がなくなった。
2015年度末の常滑市の人口は58,355人であった。2015年度末の蔵書数は206,139冊、2015年度の貸出数は373,094冊であり、市民1人あたり貸出数は6.4冊であった。

## 歴史

### 明治期の図書館
知多郡常滑町は常滑焼として知られる窯業で栄えた町である。1909年（明治42年）8月13日には文部大臣によって図書館設置の認可を受け、常滑町立常滑尋常小学校（後の常滑市立常滑小学校、現在の常滑市立常滑西小学校）内に町立常滑図書館が開館した。なお、明治期に開館したこの図書館の歩みは定かでない。

### 常滑小学校時代（1949年 - 1970年）

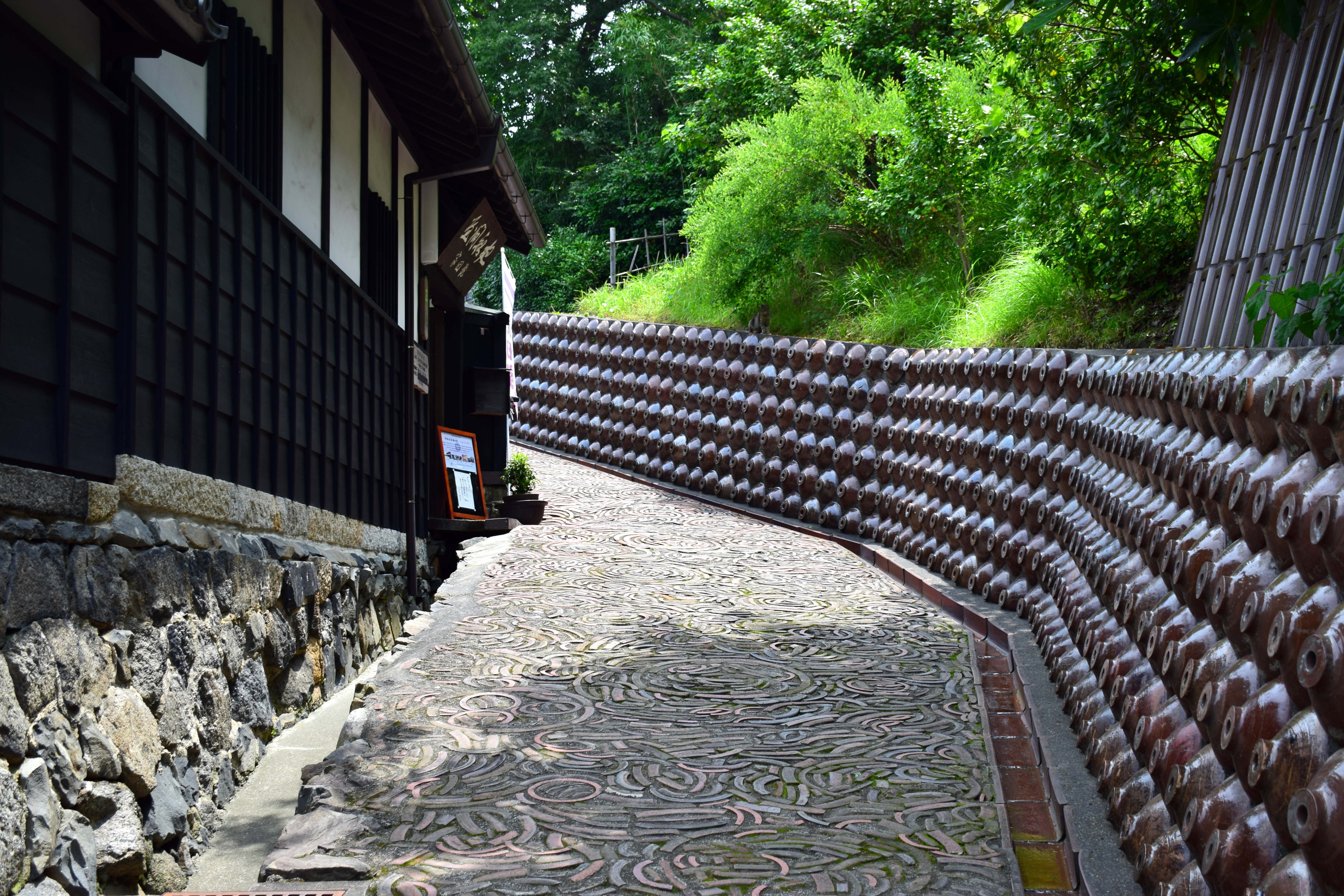
常滑焼が埋め込まれたやきもの散歩道

太平洋戦争後すぐの時期に常滑町長を務めていた滝田次郎は、若き日のドイツ留学時に図書館も見学しており、図書館法公布以前から図書館の復興を急務と考えていた。滝田は愛知県立常滑高等学校で事務職員を務めていた庭瀬ゆりを図書館主任に抜擢し、1949年（昭和24年）9月1日に町立常滑図書館が開館。常滑小学校の南西隅にある28坪の教室を閲覧室とし、10坪の書庫を新築している。常滑市立常滑小学校にあった図書の整理を行ったほか、開館に先駆けて新たに購入しており、開館時の蔵書数は約3,000冊であった。開館時間は「10時-16時」であり、当初は館内閲覧のみであった。なお、図書館法が公布されたのは常滑市立図書館の開館後の1950年（昭和25年）のことである。
1952年（昭和27年）後半には蔵書数が約6,000冊まで増えたため、1人1冊に限って館外貸出を開始した。貸出券の発行時には100円（300円）の補償金を預かり、1日5円の延滞料を取った。1954年（昭和29年）4月1日には、常滑町、大野町、西浦町、鬼崎町、三和村の、4町1村が合併して常滑市が発足し、町立常滑図書館は常滑市立図書館に改称した。1958年（昭和33年）には蔵書数が約11,000冊となった。1967年（昭和42年）初頭の蔵書数は約17,000冊であったが、同年1月21日には隣接する農具小屋の火災が書庫に類焼し、消火水を浴びた図書約5,000冊が閲覧不可能となった。
1970年（昭和45年）の閉館時点で蔵書数は約18,000冊であり、ひと月に約1,000人が利用し、ひと月に約1,700冊が読まれていた。しかし、木造平屋建ての館内は狭いうえに老朽化が進み、採光もあまり良くなかった。このため、市民からは新館の建設が要望され、常滑競艇場による収入の見通しもあったことから、常滑市長の久田慶三は愛知県下に類のない立派な図書館の建設を思い立った。

### 新開町時代（1970年 - 2021年）

#### 新館の開館

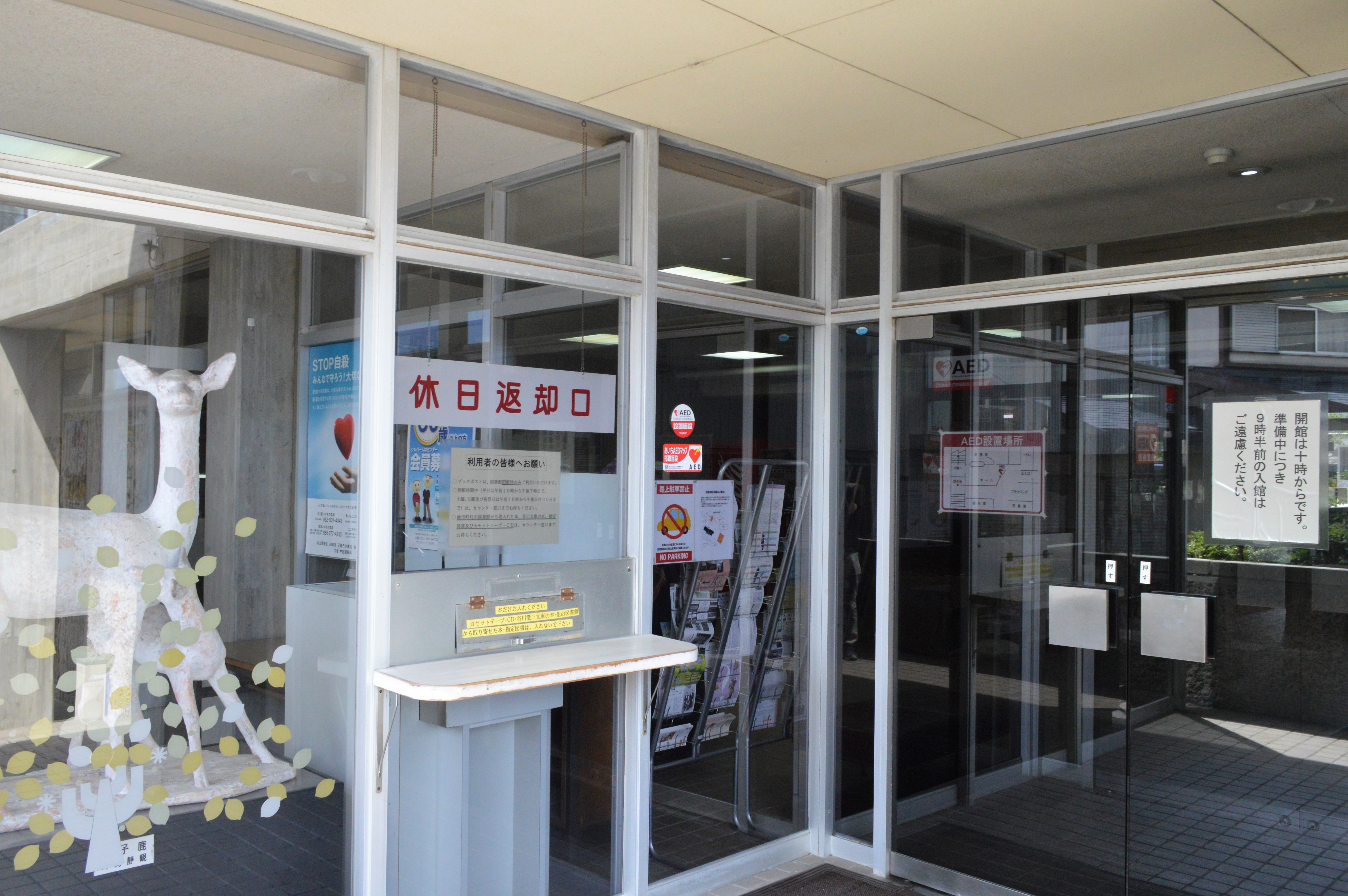
返却ポストや石膏像「親子ジカ」がある建物入口

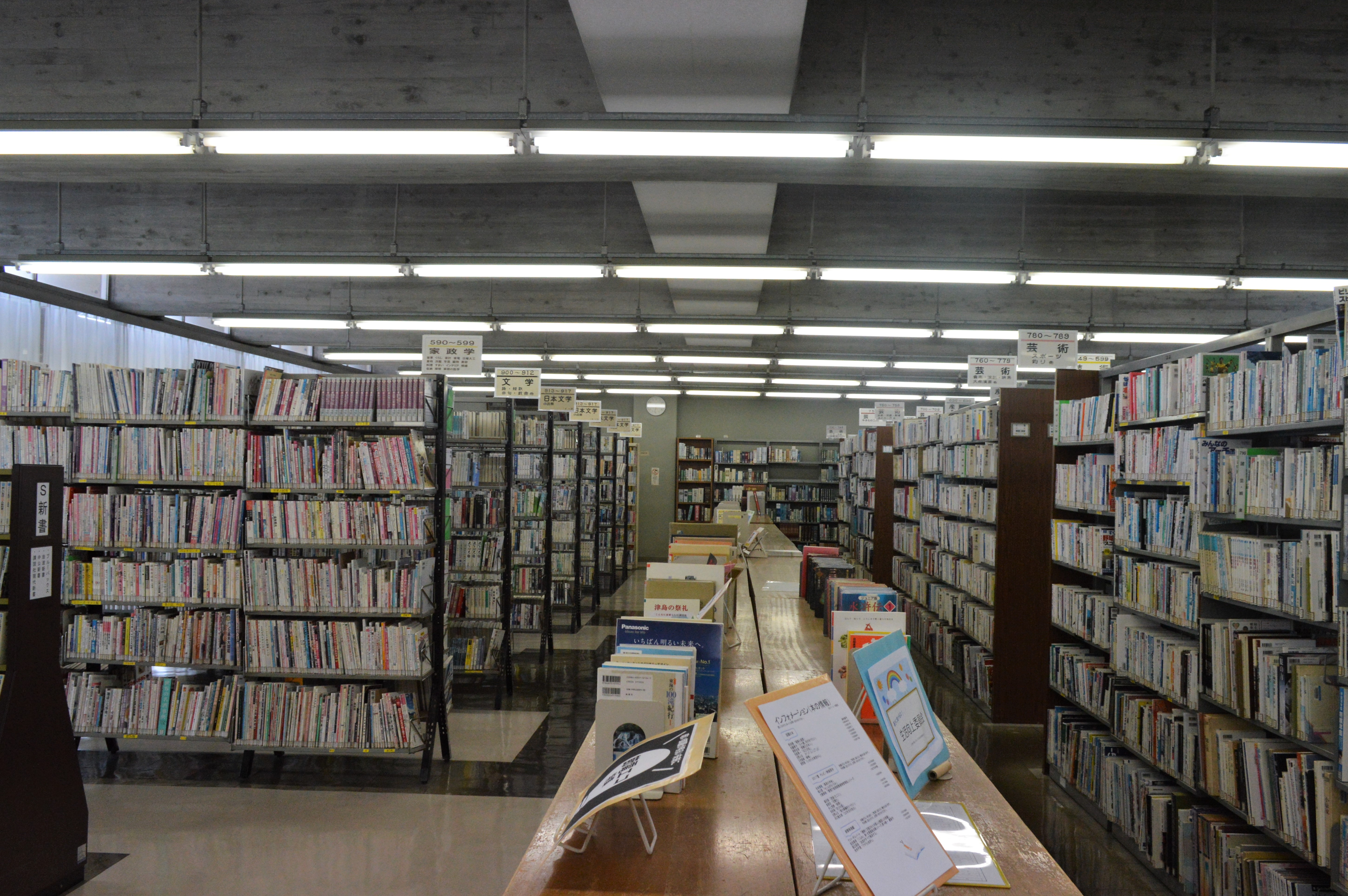
館内

新館開館前年の1969年（昭和44年）4月には、教員を38年間勤めていた原祐三が図書館長に就任した。原は名古屋市千種図書館/瑞穂図書館/港図書館/西図書館/北図書館、一宮市立豊島図書館、春日井市立図書館、碧南市立図書館、蒲郡市立図書館、瀬戸市立図書館、津島市立図書館、安城市立図書館、豊田市立図書館など、愛知県内の図書館を多数視察。原は同年に日本図書館協会が刊行した『市立図書館の運営 公共図書館振興プロジェクト報告1969』（翌年に加筆されて『市民の図書館』として刊行）を取り入れ、「貸出数」「児童サービス」「全市民へのサービス」の3点と、「陶業への発展に寄与」「視聴覚サービスの整備充実」「谷川徹三コーナーの整備」の3点を縦横の軸として、「市民に愛され親しまれる『市民の図書館』になろう」というスローガンを掲げた。司書講習などで図書館サービスを学んだ原は、新館開館前の1969年（昭和44年）12月に貸出方式をニューアーク方式から逆ブラウン方式に変更し、あわせて保証金制度を撤廃した。
1970年（昭和45年）2月13日には名鉄常滑線常滑駅西側の新開町で新館の建設に着工し、8月31日には新館が竣工。10月1日には常滑市立図書館の新館が開館した。開館時の蔵書数は約18,000冊であった。採光のために窓を広く取り、観葉植物を置くなどしてゆったりした雰囲気を作った。1階ロビーには市内の陶芸作家が制作した、樹木をモチーフとした常滑焼の壁面装飾が施された。また、1階玄関脇には、市内の陶芸作家が制作した日展入選作の石膏像「親子ジカ」が寄贈されている。
建物は鉄筋コンクリート造2階建てであり、延床面積は1,447m2。総工費は1億3800万円であった。さらに、開館にあたって家具什器など640万円を支出した。建物の設計は株式会社三橋設計であり、施工は西松建設株式会社。三橋設計は、常滑市で常滑市民体育会館や常滑市庁舎などを手掛けており、知多半島の他自治体では知多市役所や武豊町中央公民館などを手掛けている。開館時から冷暖房を完備している立派な図書館であった。新館には新たに当市出身で哲学者の谷川徹三から寄贈された図書を集めた谷川文庫が設置されており、同年12月には視聴覚機器センターが設置されている。1階玄関脇には66m2の展示室があり、市民グループによる陶芸や絵画などの作品展が常に行われている。開館同年には中部建築賞を受賞した。

#### 開館後の高評価
| 新館開館後の貸出点数の推移 | 新館開館後の貸出点数の推移 | 新館開館後の貸出点数の推移 | 新館開館後の貸出点数の推移 | 新館開館後の貸出点数の推移 |
| -------------------------- | -------------------------- | -------------------------- | -------------------------- | -------------------------- |
| 年度                       |                            |                            |                            | 冊数                       |
| 1969（旧館）               | 1969（旧館）               |                            | 約20,400                   | 約20,400                   |
| 1970（新館）               | 1970（新館）               |                            | 35,284                     | 35,284                     |
| 1971                       | 1971                       |                            | 86,132                     | 86,132                     |
| 1972                       | 1972                       |                            | 161,420                    | 161,420                    |
| 1973                       | 1973                       |                            | 212,572                    | 212,572                    |
| 1974                       | 1974                       |                            | 273,469                    | 273,469                    |

開館年の1970年度（昭和45年度）の蔵書数は22,828冊・貸出数は35,284冊であった。1971年度（昭和46年度）には蔵書数が31,183冊・貸出数が86,132冊、1972年度（昭和47年度）には蔵書数が38,390冊・貸出数が161,420冊、1973年度（昭和48年度）には蔵書数が47,892冊・貸出数が212,572冊となり、年を追うごとに飛躍的な伸びを見せた。
『図書館白書 1972 みんなに本を』（日本図書館協会、1972年）によると、常滑市立図書館の1970年度の住民1人あたり資料費は80円であり、「小都市図書館」の中では北海道名寄市、東京都日野市、静岡県熱海市、北海道紋別市、神奈川県逗子市に次いで、全国6位タイであった。石井敦・前川恒雄（著）『図書館の発見 市民の新しい権利』（NHKブックス、1973年）では、石川県七尾市、北海道名寄市と置戸町、福岡県田川市とともに、地方の小都市における図書館の好例として常滑市が挙げられている。『市民の図書館 増補版』（日本図書館協会、1976年）では、東京都日野市、東京都国立市とともに、貸出数の多い中小都市として常滑市が挙げられている。
図書館コンサルタントの菅原峻は『母親のための図書館』（晶文社、1980年）で、「西の井上」と比較する「東の原」として原を「実行力あるアイディアマン」と評価した。原は紙上や口頭などで多数の発表を行っており、特に『図書館雑誌』1971年9月号に寄稿した「『市民の図書館』をこのように生かしている」の論考が注目された。原の在職時には、芦屋市立図書館長、新宮市教育委員、桐生市助役、明石市公民館長、町田市立図書館長、尼崎市立図書館員、倉敷市立図書館員、千葉大学附属図書館長、茂原市図書館協議会委員、浜松市立図書館員、長野県図書館協会委員、与野市立図書館員、中津川市立図書館員、名張市立図書館員、萩市立図書館長、静岡県市立図書館協議会委員、伊勢市社会教育委員、箕面市立図書館員、小平市立図書館員、四日市市立図書館協会委員、松原市民図書館設置計画審議会委員、岡谷市教育委員、富山県図書館長会、加古川市立図書館協議会委員などが、常滑市立図書館の視察に訪れている。原は1973年（昭和48年）から1980年（昭和55年）まで愛知学院大学の司書補講習の講師も務めている。
1973年度（昭和48年度）の市民1人あたり貸出数は、東京都日野市、北海道置戸町、東京都昭島市、埼玉県与野市、東京都町田市に次いで全国6番目であり、原はその理由について参考図書や指定図書でも特別申込によって貸出していること、館内が明るく設備が整っていることなどを理由に挙げている。1975年度（昭和50年度）の市民1人あたり貸出数は5.4冊であり、東京都日野市、東京都国立市、北海道置戸町、東京都昭島市に次いで、全国5番目であった。同年11月には視聴覚サービスの充実の一環として、カセットとカセットプレーヤーの貸出を開始した。
1976年度（昭和51年度）末には7年にわたって館長を務めた原が退任し、1977年度（昭和52年度）には東海市立加木屋小学校や常滑市立鬼崎南小学校の校長時代に、学校図書館の充実を図った永田春己が館長に就任した。永田は子ども向けサービスの充実を方向性に掲げ、1978年（昭和53年）6月には常滑市内の幼稚園や保育園や認定こども園を貸出基地とする園文庫を開設した。1979年度（昭和54年度）の貸出数は市民1人あたり6.1冊の339,629冊であり、開館直後の1971年度（昭和46年度）と比べると3.9倍に増えた。市民1人あたり6.1冊という貸出密度は、全国の自治体の中では東京都国立市、東京都日野市、東京都町田市に次いで4番目という高さであった。1981年（昭和56年）3月には新館開館10周年を記念した『常滑市立図書館のあゆみ』を発行した。

#### その後
1980年度（昭和55年度）末には4年間にわたって館長を務めた永田が退任した。常滑市立図書館の10年後の1980年（昭和55年）に開館した知多市の知多市立中央図書館や大府市の大府市立図書館には開館当初から返却ポストが設置されていたが、1981年（昭和56年）2月には常滑市立図書館も返却ポストを設置し、帰宅時間が遅いサラリーマンなどに好評を得た。なお、当初は返本票に、氏名・電話番号・図書番号などを記入して返却ポストに入れる必要があった。1990年（平成2年）11月には開館20周年記念事業として、常滑市大野町に住んだ画家の「大沢鉦一郎作品展」を開催した。
1994年（平成6年）6月には新伊勢湾21世紀の会から寄贈された図書を集めた「伊勢コーナー」を設置した。1996年（平成8年）4月16日には、常滑市沖に建設される予定の新空港関連の資料を集めた「新空港資料」コーナーを設置し、実機飛行・漁業実態・地域整備の報告書など約100種類の資料を置いた。1999年（平成11年）3月には図書資料のバーコード化が完了し、4月には利用者カードをバーコード対応化した。
1970年の開館から約30年間も駐車場を設けていなかったが、2000年（平成12年）4月には常滑市土地開発公社が取得した空き地に臨時駐車場を新設した。それまでは土日などの混雑時に周辺道路への路上駐車が常態化しており、隣接する常滑市民アリーナの駐車場に駐車して図書館を使う利用者がいたため、常滑市民アリーナの利用者が駐車できないこともあった。2003年（平成15年）4月には常滑西小学校に外部書庫を設置した。2004年（平成16年）5月16日には1970年以来の貸出数が1,000万冊を突破した。
2005年（平成17年）2月17日には伊勢湾の常滑市沖に中部国際空港が開港しており、2006年（平成18年）10月には全日本空輸から提供された外字新聞を新聞閲覧コーナーに設置した。中部国際空港の旅客ラウンジに置かれた新聞を提供してもらい、常滑市立図書館では、英語
、ドイツ語、韓国語などの約10紙の外字新聞を2日ほど遅れて読むことができた。2007年（平成19年）12月には日本航空から蔵書充実のために20万円の寄付を受けている。

#### 複合施設への移転計画

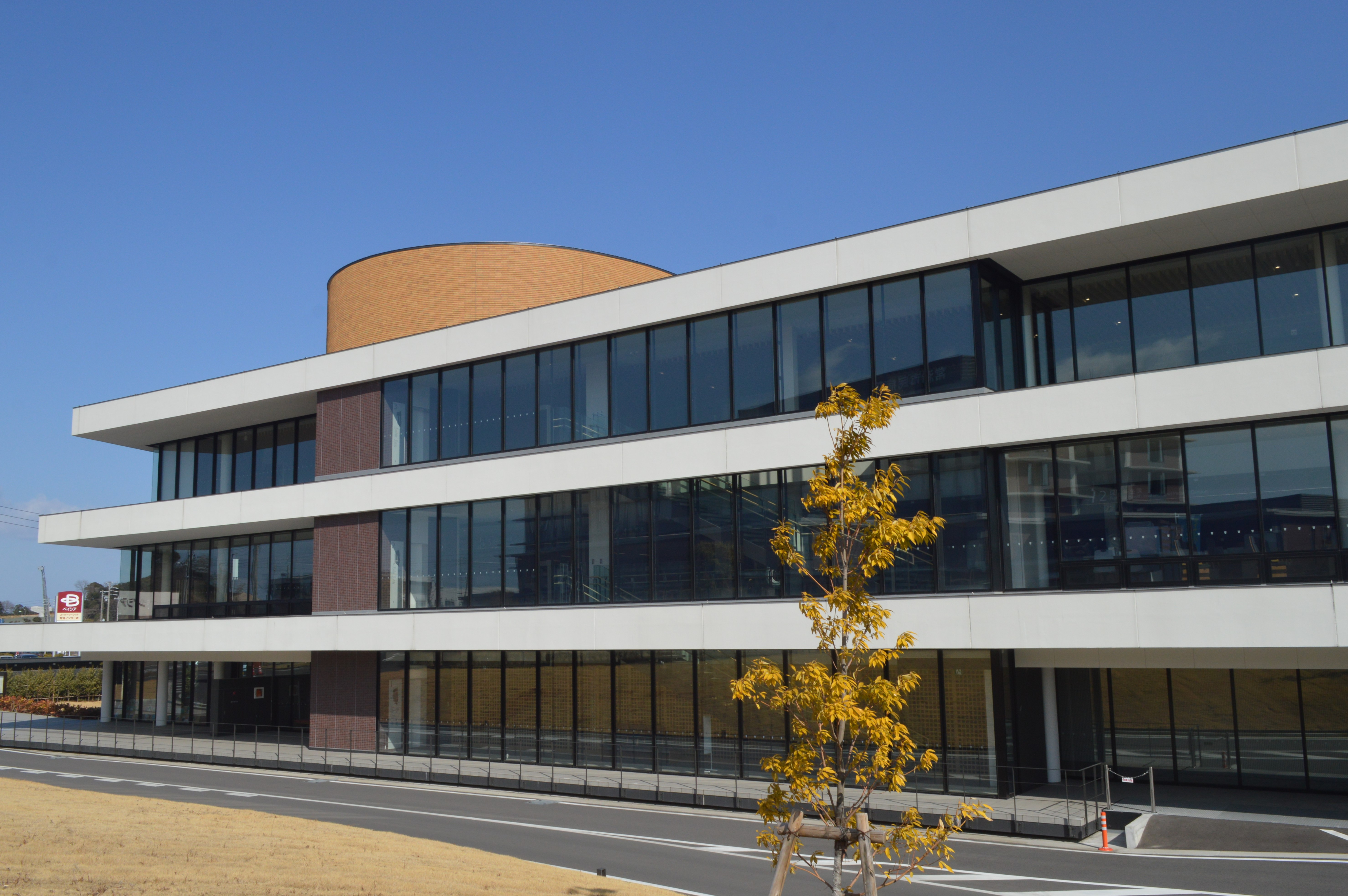
複合施設の建設候補地であった場所に建つ常滑市役所

2009年度（平成21年度）には図書館の運営に指定管理者制度を導入し、株式会社図書館流通センターが指定管理者となった（5年間）。指定管理者制度の導入によって経費を約10%削減している。2014年度（平成26年度）には再び図書館流通センターが指定管理者となった（5年間）。2015年（平成27年）3月には常滑西小学校にあった外部書庫を農業管理センターに移転させた。
1970年に建設された常滑市立図書館は老朽化が著しく、蔵書数は収容能力を超えていた。2018年（平成30年）2月20日、常滑市は常滑市役所の移転先を常滑ニュータウン（飛香台）の常滑市民病院東側私有地に決定し、新庁舎と常滑市立図書館、常滑市民文化会館、常滑市中央公民館の4施設を併せ持つ複合施設とする計画を発表した。常滑市議会の2018年3月定例会には複合化を前提とした予算案が上程されたが、常滑市民文化会館の規模の縮小に反対する市民団体から4500筆を超える署名が提出された。これを受けて片岡憲彦市長は、4施設の一体整備を断念して市庁舎を単独整備する方針を示した。これにともない、常滑市は2054年までを想定した「公共施設アクションプラン」を策定し、常滑市民文化会館、常滑市中央公民館、常滑市立図書館の3施設の複合施設の建設を盛り込んだ。

### 本館の閉館後（2021年 - ）
しかし、一部の反対や財源不足のため、市長の伊藤辰矢は「図書館はほしいが、ない袖は振れぬ」とコメントし、学校の建築物から優先することに決めた。2019年（令和元年）8月、常滑市はこども図書室を新市庁舎内の市民交流ゾーンに整備すること、一般書は青海分館と南陵分館に移動すること、本館を閉館させて青海分館を本館とすること、2026年度（令和8年度）から複合化に向けた検討を始めることを明らかにした。
常滑市立図書館本館は2021年（令和3年）9月30日をもって完全閉館し、同日をもって青梅分館と南稜分館も長期休館に入った。2022年（令和4年）1月18日には青海分館と南陵分館が開館を再開し、新たに常滑市役所新庁舎にこども図書室が開館した。

## その他施設
| 常滑市立図書館の施設（2021年9月30日まで） | 常滑市立図書館の施設（2021年9月30日まで） | 常滑市立図書館の施設（2021年9月30日まで） | 常滑市立図書館の施設（2021年9月30日まで） | 常滑市立図書館の施設（2021年9月30日まで） | 常滑市立図書館の施設（2021年9月30日まで） |
| 分類                                      | 名称                                      | 所在地                                    | 開館日                                    | 蔵書数 ※2015年度末                        | 貸出数 ※2015年度                          |
| ----------------------------------------- | ----------------------------------------- | ----------------------------------------- | ----------------------------------------- | ----------------------------------------- | ----------------------------------------- |
| 本館                                      | 常滑市立図書館                            | 新開町1-104                               | 1970年10月1日                             | 160,488冊                                 | 239,292冊                                 |
| 分館                                      | 常滑市立図書館青海分館                    | 大塚町177                                 | 1983年4月                                 | 25,043冊                                  | 75,628冊                                  |
| 分館                                      | 常滑市立図書館南陵分館                    | 苅屋字加茂151                             | 1982年4月                                 | 26,680冊                                  | 42,751冊                                  |
|                                           |                                           |                                           |                                           | 212,211冊                                 | 360,807冊                                 |

### 分館
常滑市には新開町にある常滑市立図書館本館に加えて、大塚町の常滑市青海公民館（常滑市青海市民センター）にある常滑市立図書館青海分館、苅屋の常滑市南陵公民館（常滑市南陵市民センター）にある常滑市立図書館南陵分館の2分館がある。かつては鬼崎公民館に鬼崎分館があった。本館と分館の蔵書数に加えて、幼稚園・保育園用図書として6,055冊の園文庫があり、さらに小学校図書として計83,490冊が、中学校図書として計51,305冊がある。
1982年（昭和57年）4月には市南部の南陵公民館に初の分館である南陵分館を開設した。1983年（昭和58年）4月には市北部の青海公民館に2番目の分館である青海分館を開設した。1988年（昭和63年）4月には鬼崎公民館に3番目の分館である鬼崎分館を開設し、市内3地域への分館の設置が完了したことから、その直前の3月には移動図書館サービスを廃止した。2014年3月には鬼崎公民館がとこなめ市民交流センターに転用され、鬼崎分館は閉館した。とこなめ市民交流センターには教育委員会ではなく福祉部福祉課が管轄するおもちゃ図書館が設置されている。

### 移動図書館
1971年（昭和46年）8月には移動図書館車「あおぞら号」が運行を開始した。当初のステーション数は14か所だったが、1975年（昭和50年）4月にはほぼ倍の29か所に増やされた。新館開館後5年間の移動図書館車の図書購入費は常滑市立図書館全体の26.0%、購入冊数は常滑市立図書館全体の37.5%に達している。1981年（昭和56年）7月には移動図書館車両を更新した。

## 特色

### 谷川徹三文庫

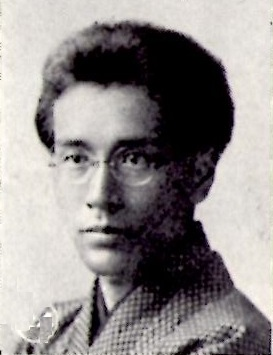
哲学者の谷川徹三

哲学者であり法政大学総長を務めた谷川徹三は知多郡常滑町（現・常滑市保示町）出身であり、1987年（昭和62年）8月には常滑市名誉市民にも推挙されている。1970年（昭和45年）の常滑市立図書館開館時には、谷川徹三から寄贈された図書を集めた「谷川文庫」が閲覧室の一角に設置した。谷川徹三からは開館後にも11度にわたって計12,365冊の図書の寄贈を受けた。
1989年（平成元年）9月27日に谷川徹三が死去すると、11月には詩人で息子の谷川俊太郎から谷川徹三が遺した図書6,642冊の寄贈を受け、1990年（平成2年）4月には谷川文庫を発展させた「谷川徹三文庫」を旧視聴覚室に設置した。2006年（平成18年）1月には谷川徹三文庫の一般開放を開始しており、2021年（令和3年）の本館閉館までは誰でも自由に閲覧できた。
2021年（令和3年）9月末の本館閉館後、谷川徹三文庫は青海公民館図書室の閉架書庫で保管されていたが、市民の要望で谷川文庫のうち約200冊が南陵公民館図書室の開架書庫に移された。

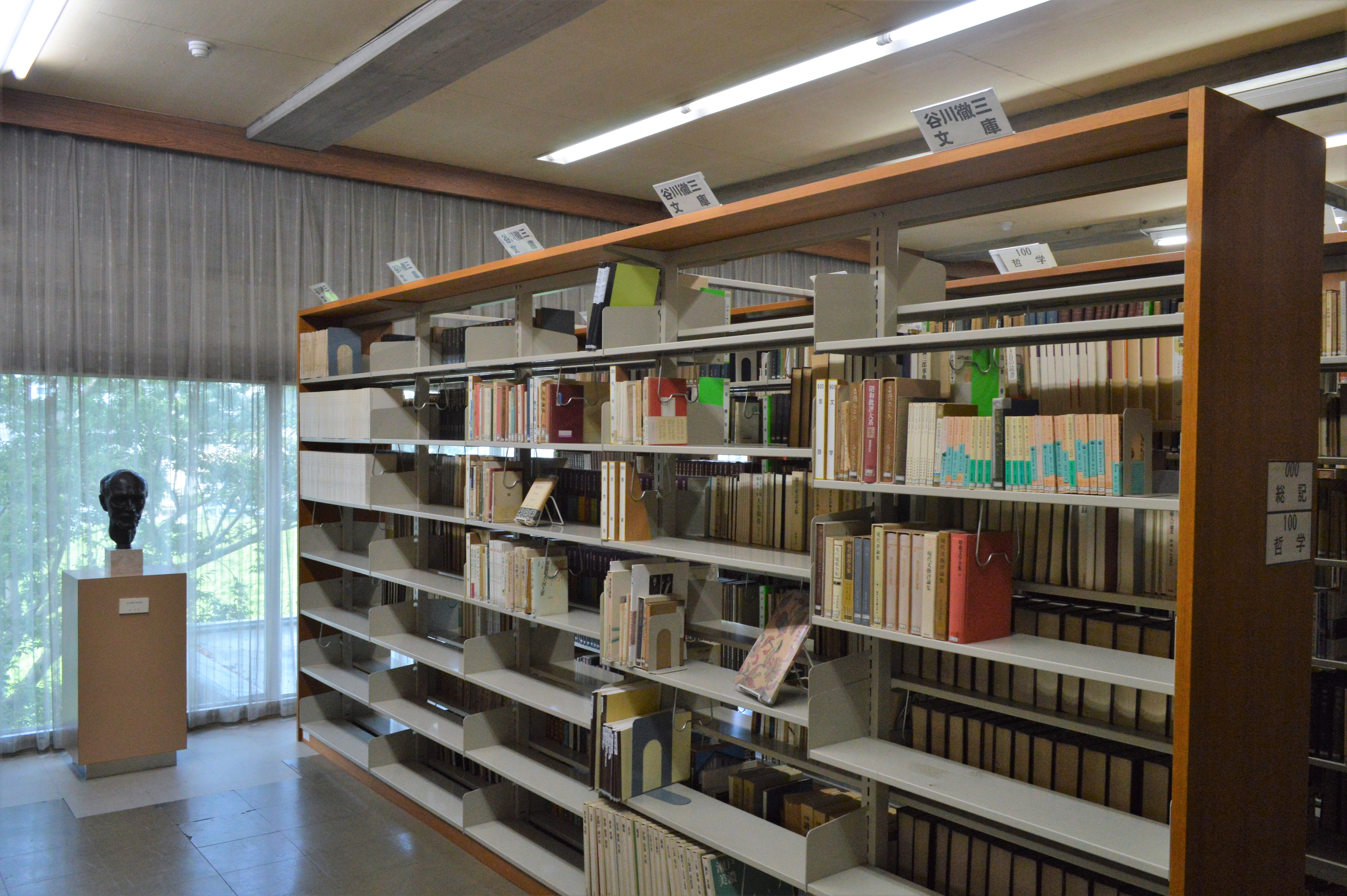
谷川徹三文庫
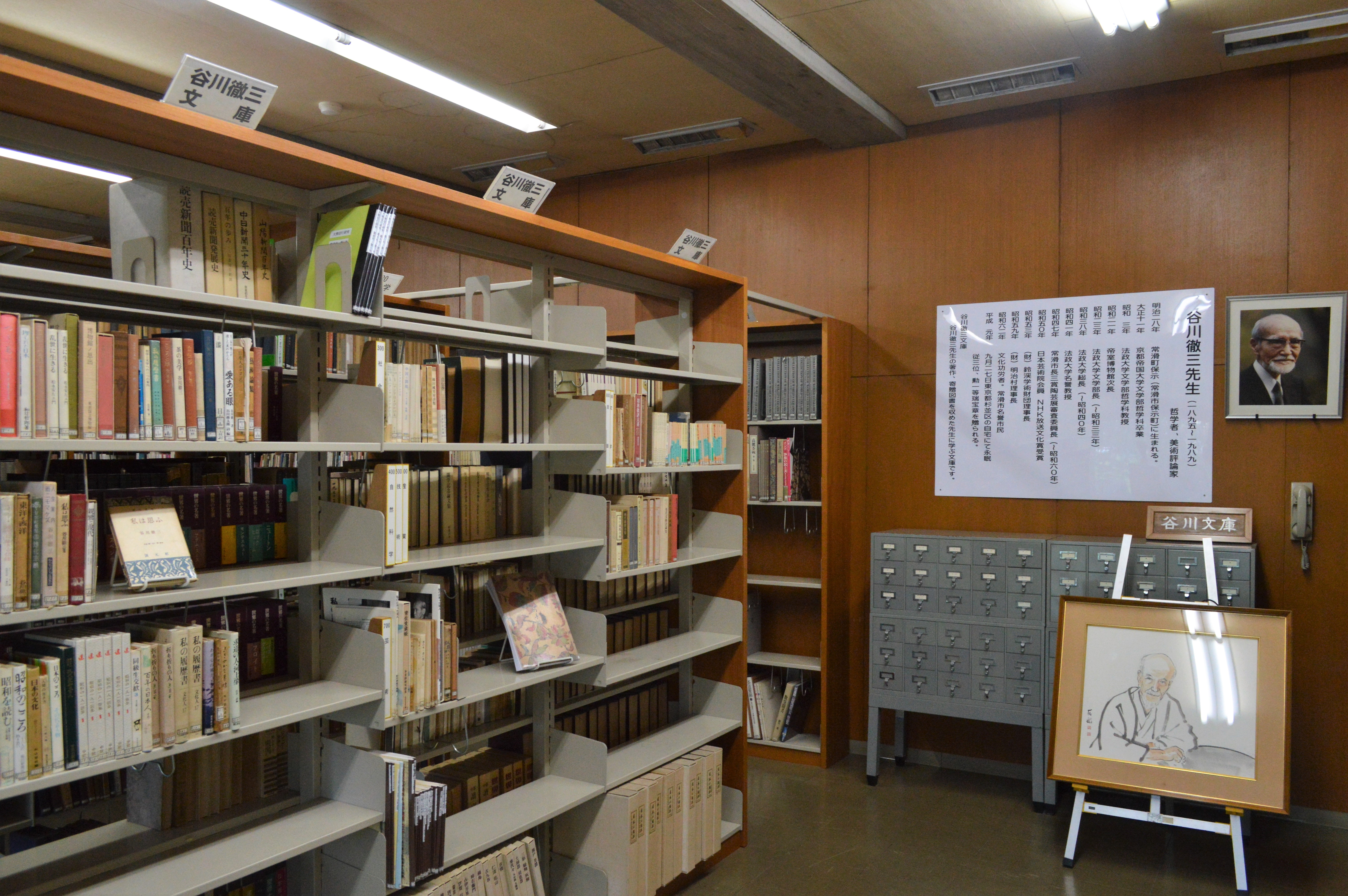
谷川徹三文庫

### 園文庫
永田春己館長時代の1978年（昭和53年）6月には、常滑市内の幼稚園や保育園や認定こども園を貸出基地とする園文庫を開設した。毎週土曜日に1人1冊ずつ家庭に持ち帰り、翌週火曜日に返却する。園文庫で読み聞かせを推進した結果、常滑市立図書館本館に来館する親子が目に見えて増加した。2015年度の対象は幼稚園1園・保育園11園・こども園1園の計1,588人だった。2015年度の蔵書数は6,055冊であり、貸出冊数は56,781冊だった。

#### 対象
幼稚園：1園
常滑幼稚園
保育園：11園
三和南保育園・三和西保育園・鬼崎北保育園・鬼崎中保育園・鬼崎西保育園・鬼崎南保育園・瀬木保育園・常石保育園・丸山保育園・西浦南保育園・小鈴谷保育園
認定こども園：1園
青海こども園

## 利用案内
| 常滑市立図書館の蔵書点数 | 常滑市立図書館の蔵書点数 | 常滑市立図書館の蔵書点数 | 常滑市立図書館の蔵書点数 | 常滑市立図書館の蔵書点数 |
| ------------------------ | ------------------------ | ------------------------ | ------------------------ | ------------------------ |
| 年度                     |                          |                          |                          | 冊数                     |
| 1951                     | 1951                     |                          | 5,129                    | 5,129                    |
| 1961                     | 1961                     |                          | 13,113                   | 13,113                   |
| 1971                     | 1971                     |                          | 31,183                   | 31,183                   |
| 1981                     | 1981                     |                          | 118,291                  | 118,291                  |
| 1990                     | 1990                     |                          | 157,837                  | 157,837                  |
| 2000                     | 2000                     |                          | 209,351                  | 209,351                  |
| 2010                     | 2010                     |                          | 236,450                  | 236,450                  |
| 2015                     | 2015                     |                          | 206,139                  | 206,139                  |

| 常滑市立図書館の貸出点数 | 常滑市立図書館の貸出点数 | 常滑市立図書館の貸出点数 | 常滑市立図書館の貸出点数 | 常滑市立図書館の貸出点数 |
| ------------------------ | ------------------------ | ------------------------ | ------------------------ | ------------------------ |
| 年度                     |                          |                          |                          | 冊数                     |
| 1951                     | 1951                     |                          | 18,374                   | 18,374                   |
| 1961                     | 1961                     |                          | 32,143                   | 32,143                   |
| 1971                     | 1971                     |                          | 86,132                   | 86,132                   |
| 1981                     | 1981                     |                          | 340,582                  | 340,582                  |
| 1990                     | 1990                     |                          | 267,166                  | 267,166                  |
| 2000                     | 2000                     |                          | 345,441                  | 345,441                  |
| 2010                     | 2010                     |                          | 400,117                  | 400,117                  |
| 2015                     | 2015                     |                          | 373,094                  | 373,094                  |

### 開館時間
本館は平日が「10時 - 19時」、土日・祝祭日が「10時 - 17時30分」。
分館は平日・土日・祝祭日ともに「10時 - 17時30分」。

### 休館日
本館・分館ともに毎週月曜日、月末図書整理日、年末年始、特別整理期間。

### 交通機関
本館は名鉄常滑線 常滑駅より徒歩で約5分。
青海分館は名鉄常滑線 大野町駅より徒歩で約20分。
南陵分館は知多バス常滑南部線で「南陵中学校前」停留所下車後、徒歩。

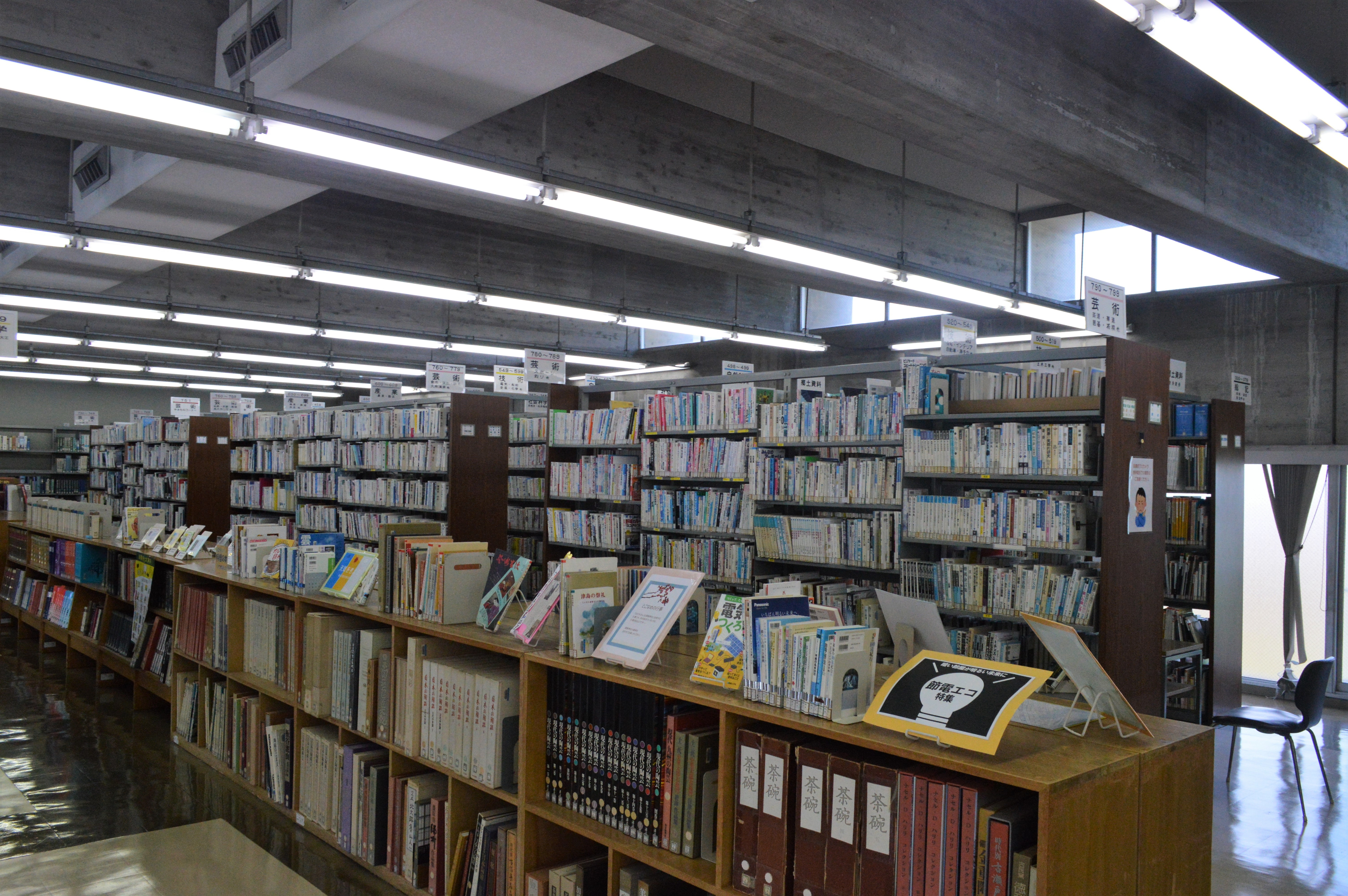
一般書
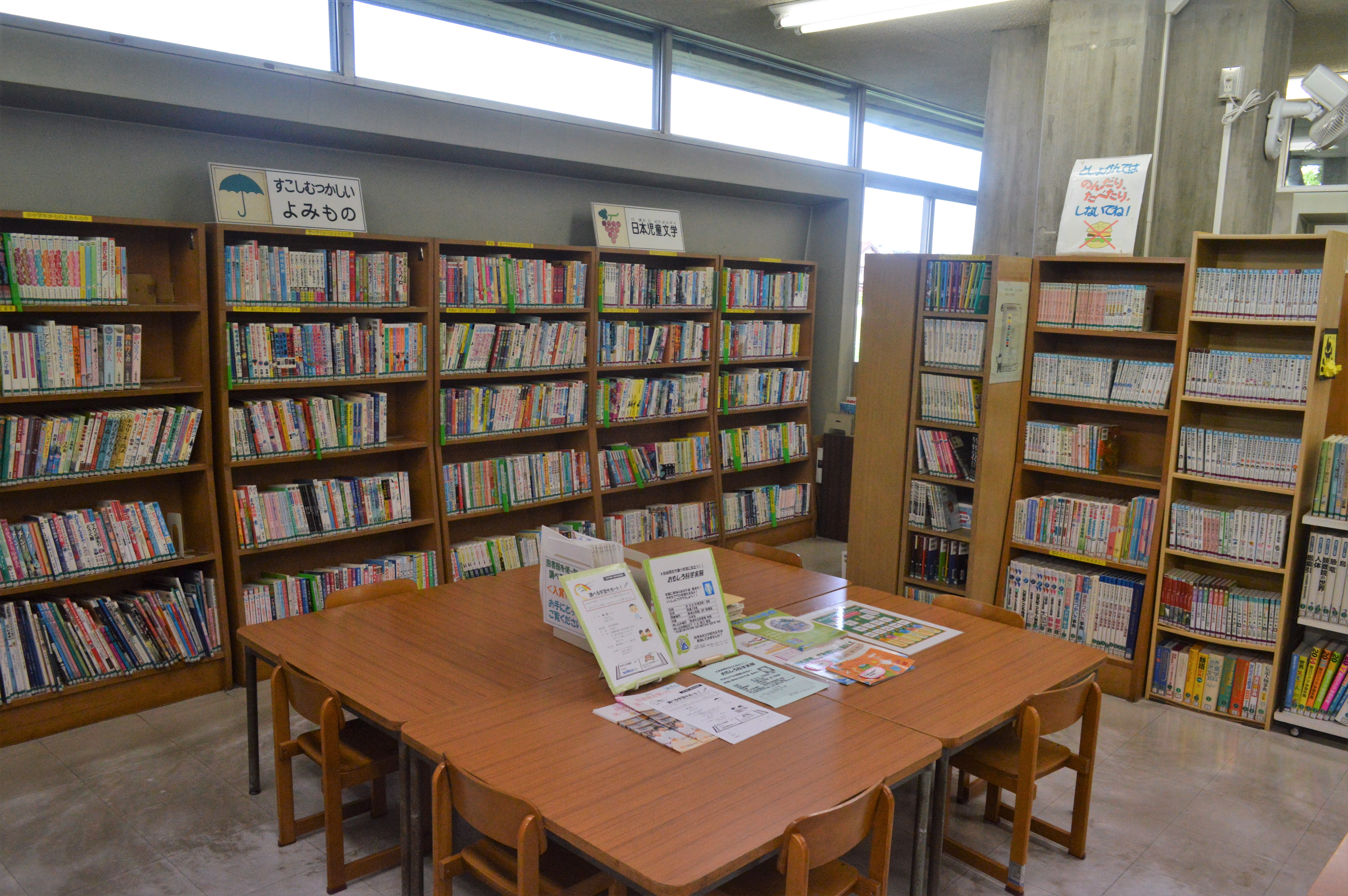
児童書
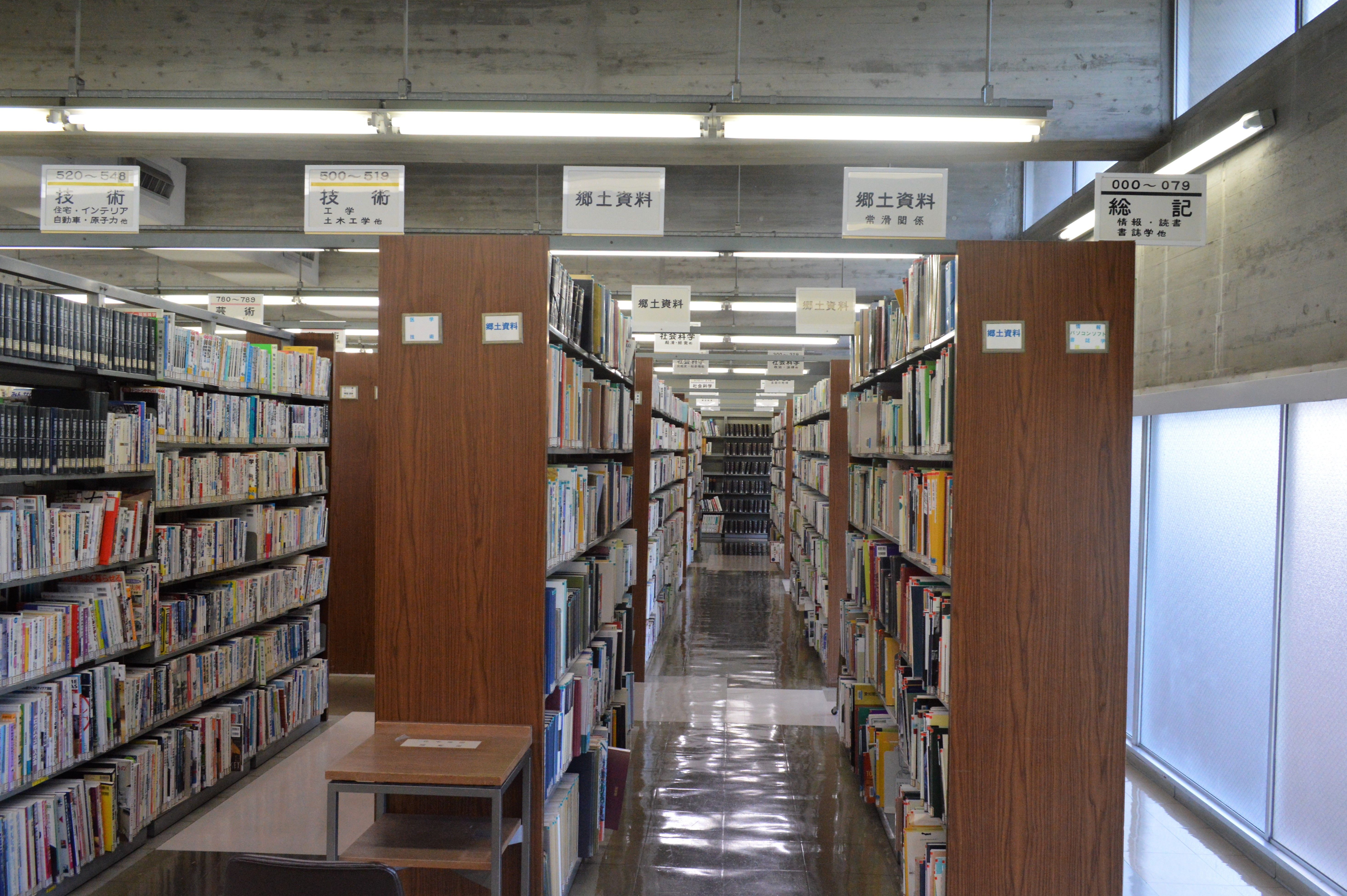
郷土資料
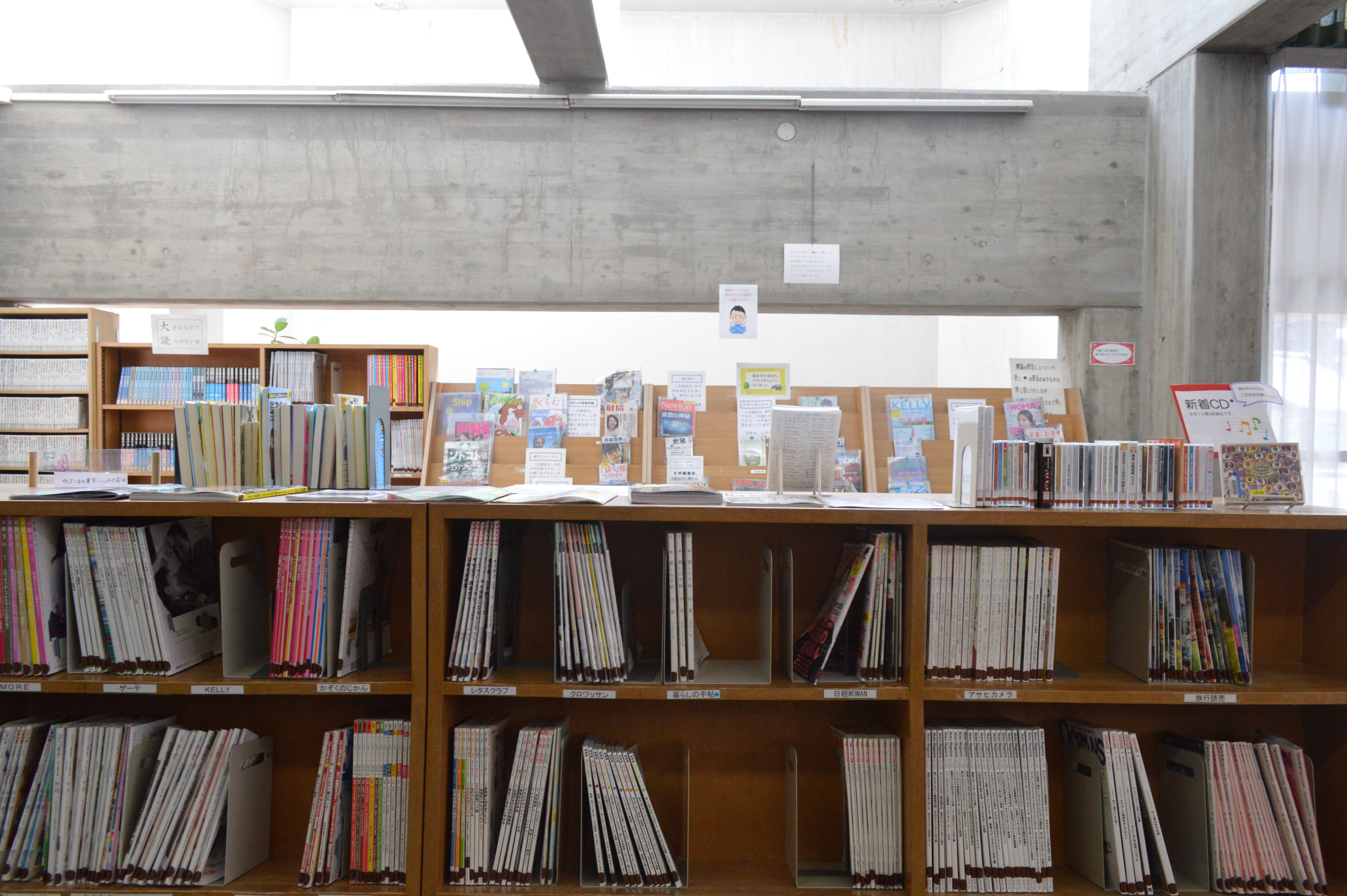
雑誌コーナー